# Arendsee (Altmark)
Arendsee é uma cidade da Alemanha localizada no distrito de Altmarkkreis Salzwedel, estado de Saxônia-Anhalt.
Arendsee é membro e sede do Verwaltungsgemeinschaft de Arendsee-Kalbe.